# سائوری هارا
سائوری هارا (انگلیسی: Saori Hara؛ زاده ۱ ژانویهٔ ۱۹۸۸) یک بازیگر پورنوگرافی اهل ژاپن است.